# Synchiropus moyeri
Synchiropus moyeri és una espècie de peix marí de la família dels cal·lionímids i de l'ordre dels perciformes.
Poden assolir 7,5 cm de longitud total i tenen entre 20 i 21 vèrtebres. És un peix marí, de clima temperat i associat als esculls de corall que viu entre 3-30 m de fondària. Es troba al Pacífic occidental.
És inofensiu per als humans.